# Orde van de Witte Olifant

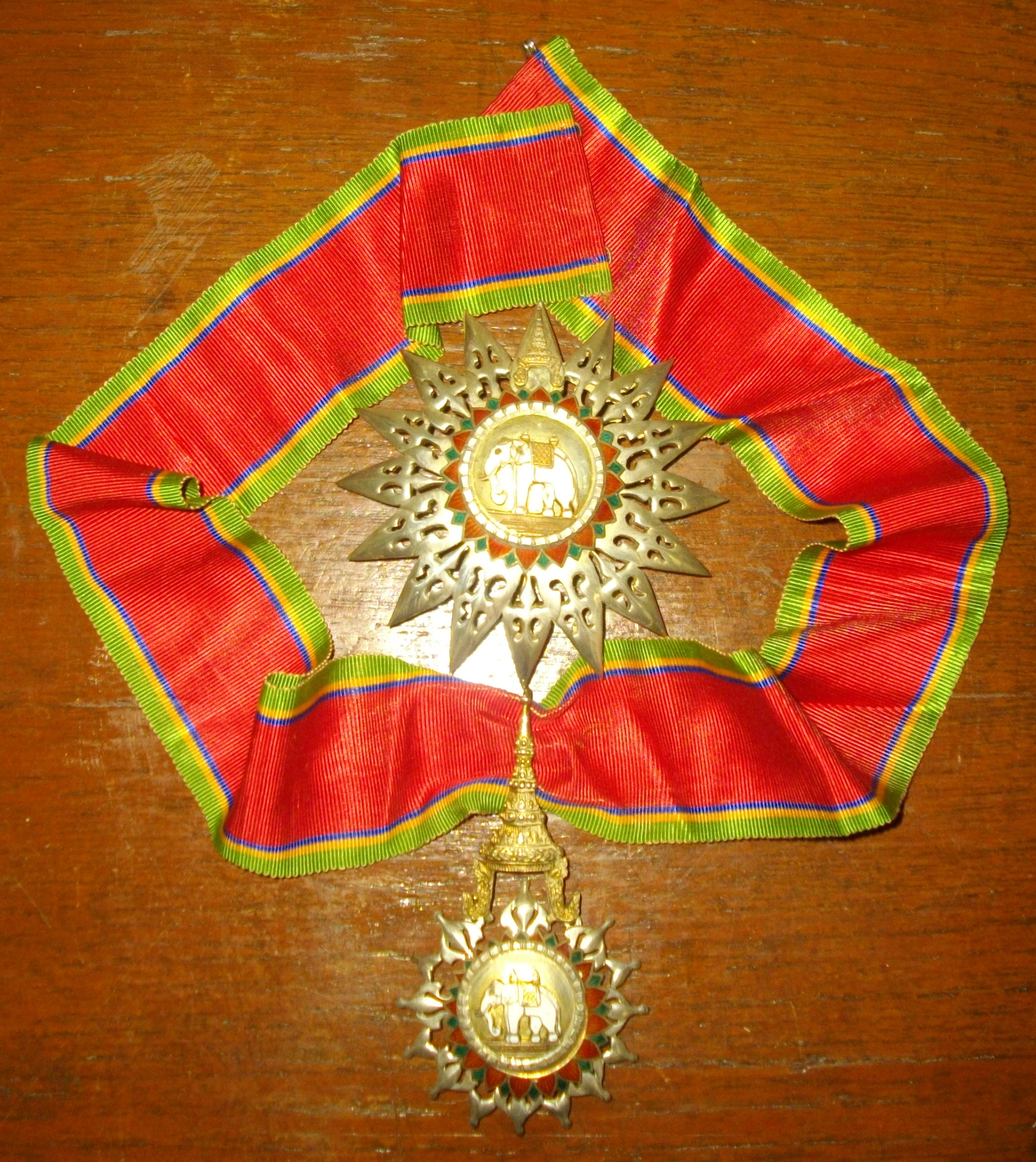
Ridder Commandeur of Tweede Klasse de Meest Verheven Orde van de Witte Olifant

De Meest Verheven Orde van de Witte Olifant (Thai::เครื่องราชอิสริยาภรณ์ อันเป็นที่เชิดชูยิ่ง ช้างเผือก") is de meest verleende Thaise onderscheiding. Een witte olifant geldt in Thailand als een bijzondere, gelukbrengende, reïncarnatie. De Orde werd in 1861 door Koning Mongkut Rama IV ingesteld en heeft acht graden:
- Ridder Grootlint of Speciale Klasse
- Ridder Grootkruis of Eerste Klasse
- Ridder Commandeur of Tweede Klasse
- Commandeur of Derde Klasse
- Companion of Vierde Klasse
- Lid of Vijfde Klasse
- Gouden Medailledrager of Zesde Klasse
- Zilveren Medailledrager of Zevende Klasse

| De batons van de Meest Verheven Orde van de Witte Olifant. | De batons van de Meest Verheven Orde van de Witte Olifant. | De batons van de Meest Verheven Orde van de Witte Olifant. | De batons van de Meest Verheven Orde van de Witte Olifant. | De batons van de Meest Verheven Orde van de Witte Olifant. | De batons van de Meest Verheven Orde van de Witte Olifant. |
| ---------------------------------------------------------- | ---------------------------------------------------------- | ---------------------------------------------------------- | ---------------------------------------------------------- | ---------------------------------------------------------- | ---------------------------------------------------------- |
| Ridder Grootlint                                           | Ridder Grootkruis                                          | Ridder Commandeur                                          | Commandeur                                                 | Companion                                                  | Lid                                                        |

## Andere orden met een olifant in de naam zijn
- De Orde van de Olifant (Denemarken)
- De Orde van de Miljoen Olifanten en de Witte Parasol (Laos)